# 함양소방서
함양소방서(咸陽消防署, Hamyang Fire Station)는 경상남도 함양군을 관할하는 경상남도 소방본부 산하의 소방서이다.
소방서장은 소방정으로 보한다.

## 조직
| - 소방행정과 - 소방행정팀 - 예산장비팀 | - 예방대응과 - 예방지도팀 - 구조구급팀 - 대응조사팀 |

## 관할센터 및 관할구역
함양소방서는 2개의 119안전센터와 2개의 구조대를 산하에 두고 있다.
| 명칭                  | 사진 | 주소                 | 관할구역                                       | 지역대        |
| --------------------- | ---- | -------------------- | ---------------------------------------------- | ------------- |
| 함양119안전센터       |      | 함양읍 고운로 161-41 | 함양읍, 병곡면, 백전면, 마천면, 휴천면, 유림면 |               |
| 안의119안전센터       |      | 안의면 금성길 19     | 안의면, 수동면, 지곡면, 서상면, 서하면         | 서상119지역대 |
| 함양소방서 119구조대  |      | 함양읍 인당강변길 58 | 경상남도 함양군 일원                           |               |
| 함양소방서 산악구조대 |      | 마천면 마천삼정로 28 | 경상남도 함양군 일원                           |               |

## 사건사고
- 2010년 11월 28일 88올림픽고속도로에서 발생한 교통사고 환자를 이송하던 중 1명이 순직하였다.[4]
- 2013년 12월 4일 현장적응훈련 중 소방차량이 도로표지판에 충돌해 1명이 순직하였다.[5]

## 같이 보기
- 대한민국 소방청
- 대한민국의 소방
- 대한민국 소방공무원